# Правительственное здание префектуры Исикава
Правительственное здание префектуры Исикава (яп. 石川県庁舎 Исикавакентё:ся) — 99-метровый и 19-этажный небоскреб, расположенный по адресу 1-1 Курацуки, Канадзава, Исикава, Япония Здание строилось с 1 ноября 1999 года по 25 ноября 2002 года. Второй по высоте небоскрёб города Канадзава и префектуры Исикава.